# Col de Champex
Der Col de Champex ist ein Pass im französischsprachigen Teil des Schweizer Kanton Wallis. Er befindet sich zwischen dem Weiler Les Valettes der politischen Gemeinde Bovernier im Val d’Entremont und dem Dorf Somlaproz im Val Ferret der politischen Gemeinde Orsières. Die Passhöhe liegt auf 1498 m ü. M.
Unmittelbar südlich des Sattels, nur 30 Meter tiefer, liegt das Dorf Champex-Lac mit dem kleinen See Lac de Champex und der Postkartenidylle.
Die Tour über den Champex-Sattel ist für Motorradfahrer eine beliebte Strecke. Die Nordrampe oberhalb der Durnandschlucht hat rund 20 Kehren und die Ostrampe 9. Auf der Ostseite ergeben sich schöne Aussichten auf das Grand-Combin-Massiv.